# 贾伊斯
贾伊斯（Jais），是印度北方邦Rae Bareli县的一个城镇。总人口24366（2001年）。

## 人口
该地2001年总人口24366人，其中男性12679人，女性11687人；0—6岁人口4149人，其中男2157人，女1992人；识字率41.66%，其中男性为49.93%，女性为32.69%。